# شبكة هوبفيلد

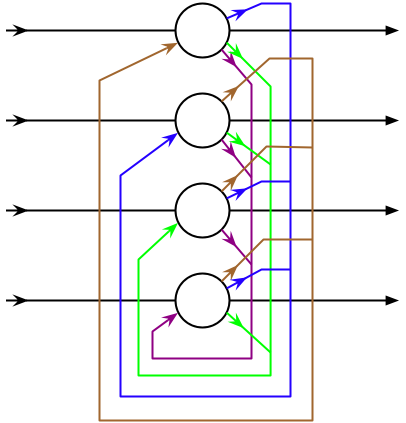

شبكة هوبفيلد (بالإنجليزية: Hopfield network)‏ هي شبكة عصبونية تصنف من الشبكات ذات الطبقة الواحدة (Single-Layer Net) حيث تتألف من طبقة واحدة من أوزان الوصلات، وغالباً ما تنقسم الوحدات فيها إلى وحدات دخل تستقبل الإشارات من العالم الخارجي، ووحدات خرج يمكن قراءة استجابة الشبكة منها.
في الشبكات وحيدة الطبقة التقليدية، تكون وحدات الدخل مرتبطة كلياً بوحدات الخرج، ولكنها غير مرتبطة بوحدات دخل أخرى، ووحدات الخرج غير مرتبطة بوحدات خرج أخرى.
من أهم تطبيقات شبكة هوبفيلد، التعرف على الأشكال، وحل مشاكل الأمثلية (إيجاد الطريق الأقصر في مسألة البائع المتجول الشهيرة).

## بنية شبكة هوبفيلد
تتألف شبكة هوبفيلد من عدد من العصبونات المتصلة (N)، التي تحدّث قيمها الفعالة بشكل متزامن ومستقل عن باقي العصبونات، وتكون كل العصبونات فيها عبارة عن دخل وخرج بنفس الوقت، حيث يتم ربط خرج كل عصبون بدخل كل العصبونات الأخرى (ولا يتم ربط خرج العصبون مع دخله).
القيم الفعالة هي (-1,+1).

## تابع التفعيل المستخدم
إن هذا التابع يحد من خرج العصبون بحيث يصبح الخرج مساويا الواحد إذا كان الدخل أكبر تماماً من الصفر ويصبح الخرج مساويا -1 إذا كان الدخل أصغر من الصفر، وعندما يكون مساويأً للصفر فإنه يعيد قيمة الخرج السابقة.

## خوارزمية التعليم
إن تدريب الشبكة يعني إيجاد القيم المناسبة لأوزانها، فنقوم بتمثيل الصور المراد تدريب الشبكة عليها بأشعة، ونحسب مصفوفة الأوزان w (مصفوفة مربعة NX N) بخوارزمية هيب Hebb Rule لتدريب الشبكة.